# 不夜城 (小說)
《不夜城》是日本作家馳星周撰寫的一部小說及同名系列，出版於1996年，同年以此作品獲得第18回吉川英治文學新人賞。
翌年（1997年）出版續集《鎮魂歌－不夜城II》，但完結篇《長恨歌－不夜城 完結編》於7年後的2004年才出版。
1998年，香港與日本廠商合拍此小說的電影版，由金城武擔綱主角。
《不夜城》的內容是以東京都新宿區歌舞伎町為背景，描寫此地華人黑幫明爭暗鬥的故事。

## 電影

### 演員表
| 角色            | 演員         |
| 高橋健一/劉健一 | 金城武       |
| 佐藤夏美/吳富蓮 | 山本未來     |
| 吳富春          | 椎名桔平     |
| 楊偉民          | 郎雄         |
| 崔虎            | 修健         |
| 元成貴          | 曾志偉       |
| 黄秀紅          | 周海媚       |
| 孫淳            | 永澤俊矢     |
| 遠澤賢治        | 田口智朗     |
| 周天文          | 谷原章介     |
| 次郎            | 山西惇       |
| 葉曉丹          | 鈴木清順     |
| 徐光耀          | 余為彥       |
| 葉曉丹的秘書    | 溫翠蘋       |
| 楊琳            | 堀ひろこ     |
| 楊怡            | リリィ・イー |
| 發傳單男子      | 馳星周       |
| 賭博客人        | 森田芳光     |

### 工作人員
- 編劇、導演：李志毅
- 聯合編劇：野澤尚
- 出品人：角川歷彥
- 監製：永井正夫、森重晃
- 聯合監製：原正人
- 攝影指導：黃岳泰 (HKSC)
- 燈光指導：鄒林、小野晃
- 斯坦尼康操作員：王金城 (HKSC)
- 剪接：鄺志良 (HKSE)、須永弘志
- 原創音樂：梅林茂
- 音樂監製：石川光
- 音響效果設計：倉橋靜男
- 美術總監：種田陽平（日本電影金像獎最佳美術提名）
- 服裝設計：濱井貴子、立川利江
- 副導演：金佑彥、鄭漢強
- 主題曲：B'z 『The Wild Wind』
- 出品：「不夜城」製作委員會（角川書店、東映、住友商事、日本出版販賣、博報堂、Asmik Ace Entertainment）
- 聯合發行：東映、Asmik Ace Entertainment

### 獲獎紀錄
| 年份   | 獎項             | 名字     | 結果 |
| ------ | ---------------- | -------- | ---- |
| 1999年 | 最佳攝影         | 黃岳泰   | 獲獎 |
| 1999年 | 最佳美術設計     | 種田陽平 | 獲獎 |
| 1999年 | 最佳服裝造型設計 | 種田陽平 | 提名 |

| 年份   | 獎項         | 名字     | 結果 |
| ------ | ------------ | -------- | ---- |
| 1998年 | 最佳美術提名 | 種田陽平 | 提名 |

### 外部連結
- 開眼電影網上《不夜城》的資料（繁體中文）
- 香港影庫上《不夜城》的資料（繁體中文）
- 时光网上《不夜城》的資料（简体中文）
- 豆瓣电影上《不夜城》的資料 （简体中文）
- 爛番茄上《不夜城》的資料（英文）
- AllMovie上《不夜城》的资料（英文）
- 互联网电影数据库（IMDb）上《不夜城》的资料（英文）

## 外部連結
- Asmik Ace官方介紹頁